# 隆维利耶 (加来海峡省)
隆维利耶（法語：Longvilliers，法語發音：[lɔ̃vilje] ⓘ；1997年之前名为隆维莱尔 (Longvillers)）是法国上法兰西大区加来海峡省的一个市镇，属于蒙特勒伊区。

## 地理
隆维利耶（50°32'37"N, 1°43'39"E）面积10.99 平方千米，位于法国上法蘭西大區加来海峡省，该省份为法国北部沿海省份，西北濒北海，南至索姆省，东临北部省。
与隆维利耶接壤的市镇（或旧市镇、城区）包括：科尔蒙、贝尔尼约勒、布雷克桑-埃诺克、弗朗克、安克桑、马尔维尔、库尔斯河畔雷克、蒂贝尔桑。

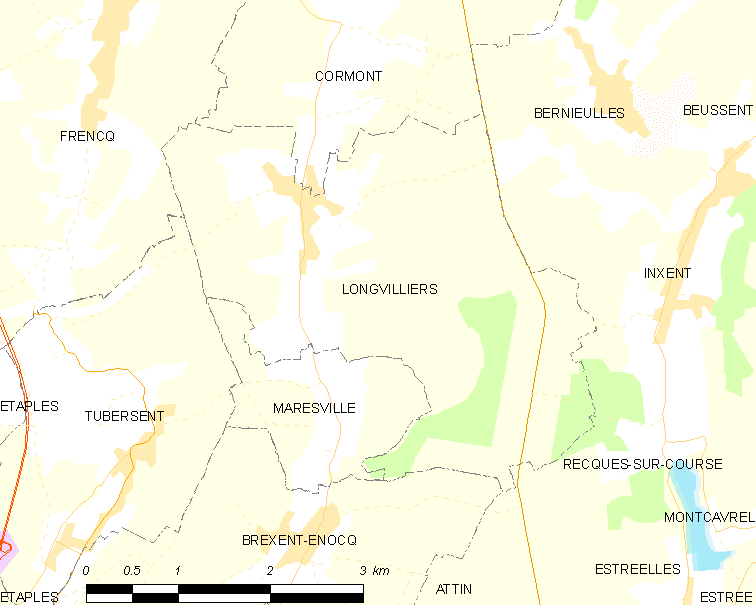
的OSM定位图

隆维利耶的时区为UTC+01:00、UTC+02:00（夏令时）。

## 行政
隆维利耶的邮政编码为62630，INSEE市镇编码为62527。

## 政治
隆维利耶所属的省级选区为埃塔普勒县。

## 人口

1962-2008年间人口变化图示

隆维利耶于2022年1月1日时的人口数量为255人。